# 小林健二 (アーティスト)
小林健二（こばやし けんじ、1957年1月19日-）は東京都港区生まれの現代アーティストである。
20代からさまざまな表現手段や造形技術をもちいて作品を制作している。絵画を中心としながらも、詩、音楽、映像、写真などの表現媒体でも独自の世界を築いている。

## 主な展覧会
2005年
- 「地球に咲くものたちー小林健二氏の鉱物標本室からー」個展（石と賢治のミュージアム/岩手）

2003年
- 「ひかりさえ眠る夜に-ON A NIGHT WHEN EVEN LIGHT HERSELF SLEPT」個展（福井市美術館/福井）

2000年
- 「時の万華鏡」グループ展（福井市美術館/福井）
- 「水晶の塔をさがしてー現代アートが開く「私」の世界」グループ展（福岡市美術館/福岡）

1999年
- 「内と外-Inside and Outside-」グループ展（富山県立近代美術館/富山）

1994年
- 「美術と博物展」グループ展（福井県立美術館/福井）

1992年
- 「色の博物誌・青ー永遠なる魅力」グループ展（目黒区美術館/東京）

1991年
- 「BEYOND THE MANIFESTOー美術とメッセージー」グループ展（水戸芸術館/茨城）

## 著書
- 『怪獣玩具の冒険』神谷僚一著, 撮影. フィルムアート社, 1997.
- 『ぼくらの鉱石ラジオ』筑摩書房 1997
- 「AION」作品集（用美社）ISBN 4-946419-90-X